# Julius Perlis
Julius Perlis (Białystok, 19 gennaio 1880 – Hochtor, 11 settembre 1913) è stato uno scacchista polacco naturalizzato austriaco.

## Biografia
Nato in Polonia, nel 1898 si trasferì a Vienna, dove nel 1903 si laureò in legge all'Università di Vienna. Per alcuni anni ha esercitato la professione di avvocato a Vienna.
Il suo miglior risultato è considerato il 5º posto su 11 partecipanti nel forte torneo di San Sebastián 1912. Diversi campioni, tra cui Marshall, Schlechter e Teichmann, si classificarono alle su spalle. Inoltre pareggiò le due partite con Akiba Rubinstein, vincitore del torneo, e ottenne una vittoria e un pareggio con il secondo classificato Aron Nimzowitsch.
Altri risultati di rilievo:
- 1901:  1º a Vienna
- 1902:  2º a Vienna dietro Mikhail Chigorin
- 1904:  1º a Vienna
- 1905:  4º-5º a Barmen (torneo tematico sui gambetti vinto da Schlechter)
- 1909:  7º a San Pietroburgo (vinsero Lasker e Rubinstein
- 1909:  3º a Vienna (vinse Richard Réti)
- 1911:  13º nel torneo di Carlsbad, vinto da Richard Teichmann
- 1912:  3º-4º a Vienna (vinse Schlechter)

Morì nel 1913 all'età di 33 anni in seguito ad un incidente alpinistico nelle Alpi dell'Ennstal.